# SPT Telecom
SPT Telecom, s.p. (SPT Telecom a. s., v poslední fázi existence Český Telecom, a. s.) byla česká státní telekomunikační společnost založená k 1. lednu 1993. Byla nástupcem státního podniku Správa pošt a telekomunikací Praha (SPT Praha, s. p.) a jedním z předchůdců společnosti O2 Czech Republic, a. s.

## Největší provozované služby
SPT Telecom provozoval na území Česka:
- síť pevných linek (telefonů) – v té době se jednalo o velmi využívanou službu;

- síť dálnopisu (telexu), která se také využívala pro přenos telegramů;

- provoz telefaxu prostřednictvím telefonní linky;

- provoz internetu prostřednictvím telefonní linky (vytáčené připojení – dial-up, od roku 2003 oficiálně také ADSL služby).

## Historie v datech

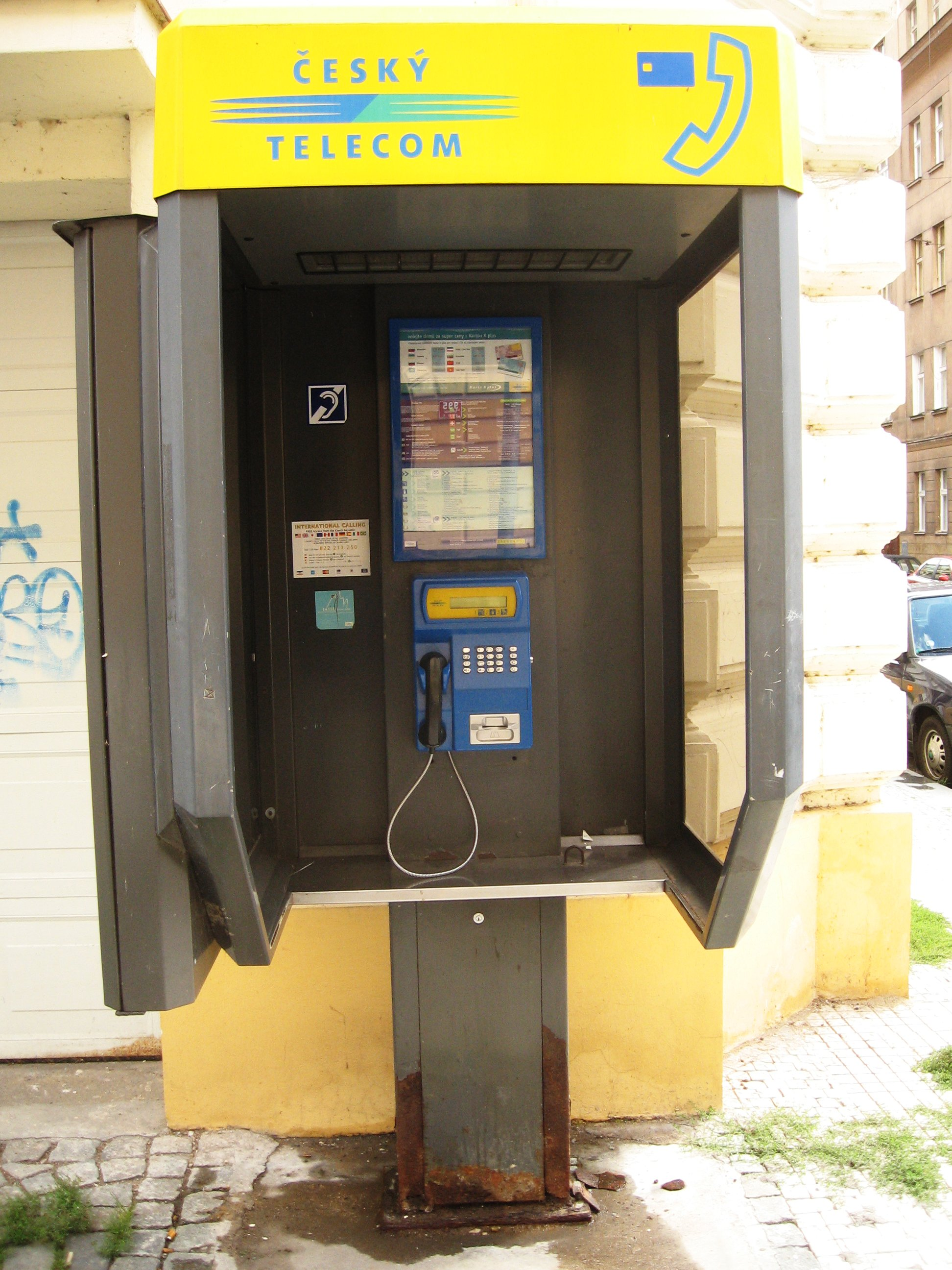
Veřejný telefonní automat provozovaný Českým Telecomem

- 31. prosince 1992 – rozhodnutím ministra hospodářství ČR č. 377 ze dne 16.12.1992[2] byl SPT Praha s. p. rozdělen na dva jiné státní podniky – SPT Telecom a Českou poštu
- 1. ledna 1993 – vznik státního podniku SPT Telecom
- 1. ledna 1994 – přeměna státního podniku SPT Telecom, s. p. na akciovou společnost SPT Telecom, a. s.
- 1994 – 26 % akcií podniku uvolněno do 2. vlny kupónové privatizace
- 1995 – vstup zahraničního strategického partnera na základě výběrového řízení; vlastníkem 27 % akcií se za cenu cca 40 mld. Kč stalo konsorcium TelSource (PTT Netherlands a Swiss PTT Telecom)[3]
- 1. ledna 2000 – přejmenování na Český Telecom, a. s.[4]
- 7. dubna 2005 – prodej zbývajících 51 % akcií státu španělské společnosti Telefónica za cenu 82,6 mld. Kč[5]
- 1. července 2006 – sloučení s Eurotelem Praha, spol. s r. o. a vytvoření společnosti Telefónica Czech Republic, a. s.

## Zajímavost
V roce 1995 byly SPT Telecom a ČEZ a.s. jedinými společnostmi z Východní Evropy, které se dostaly na seznam 500 největších evropských firem (podle tržní kapitalizace) sestavovaný deníkem Financial Times. Tržní kapitalizace SPT Telecom tehdy činila 2,26 mld. dolarů, což ji řadilo na 332. místo. První místo obsadila společnost Royal Dutch Shell s tržní kapitalizací ve výši 102,9 mld. dolarů.